# Litnisschrofen
Le Litnisschrofen est une montagne qui s’élève à 2 068 m d’altitude dans les Alpes d'Allgäu, en Autriche.